# Hrabstwo Cooper (Missouri)
Hrabstwo Cooper (ang. Cooper County) – hrabstwo w stanie Missouri w Stanach Zjednoczonych. Obszar całkowity hrabstwa obejmuje powierzchnię 570,22 mil2 (1 477 km²). Według danych z 2010 r. hrabstwo miało 17 601 mieszkańców. Hrabstwo powstało 17 grudnia 1818 roku i nosi imię Sarshalla Coopera - osadnika i pioniera, zabitego przez Indian w pobliżu Arrow Rock w 1814 roku.

## Sąsiednie hrabstwa
- Hrabstwo Howard (północny zachód)
- Hrabstwo Boone (północny wschód)
- Hrabstwo Moniteau (wschód)
- Hrabstwo Morgan (południowy wschód)
- Hrabstwo Pettis (południe)
- Hrabstwo Saline (zachód)

## Miasta
- Blackwater
- Boonville
- Bunceton
- Otterville
- Pilot Grove
- Prairie Home

## Wioski
- Windsor Place
- Wooldridge